# Јеховина
Јеховина је насељено мјесто у општини Какањ, Федерација Босне и Херцеговине, БиХ.

## Становништво
| Националност       | 1991. | 1981. | 1971. | 1961. |
| Срби               | 164   |       |       |       |
| Хрвати             | 4     |       |       |       |
| Југословени        | 1     |       |       |       |
| остали и непознато | 2     |       |       |       |
| Укупно             | 171   | '     | '     | '     |

| Демографија | Демографија | Демографија |
| Година      | Становника  | Становника  |
| ----------- | ----------- | ----------- |
| 1991.       | 171         |             |